# FC Iskra Rîbnița
El FC Iskra Rîbnița es un club de fútbol de la ciudad de Rîbnița, Moldavia. El equipo fue fundado en 2013 y juega en la Liga 1, la segunda división del fútbol moldavo.